# Rancho Viejo, Chinameca
Rancho Viejo är en ort i Mexiko.   Den ligger i kommunen Chinameca och delstaten Veracruz, i den sydöstra delen av landet, 500 km öster om huvudstaden Mexico City. Rancho Viejo ligger 69 meter över havet och antalet invånare är 360.
Terrängen runt Rancho Viejo är huvudsakligen platt. Rancho Viejo ligger uppe på en höjd. Runt Rancho Viejo är det ganska tätbefolkat, med 179 invånare per kvadratkilometer. Närmaste större samhälle är Acayucan, 18,2 km sydväst om Rancho Viejo. Omgivningarna runt Rancho Viejo är en mosaik av jordbruksmark och naturlig växtlighet.